# 島津藍
島津 藍、Ai Shimatsu（しまつ あい）は、日本のダンサー。Dana Foglia Dance所属。
アメリカを拠点に活動し、日本人・アジア人初のビヨンセのダンサーとしてヨーロッパツアーを回り、MTV Video Music Awardsなどアメリカの数々のTVにも出演。その他にも、ブランディ、プリンス、グウェン・ステファニー、カニエ・ウェスト、R・ケリー、キーシャ・コール、ジャネール・モネイ、クリスティーナ・アギレラなど様々な海外アーティストとショーやミュージックビデオで共演している。国内では三浦大知の「Right Now」のMVに本人とのペアダンスの相手役として出演。また、アメリカのテレビドラマシリーズ「glee」にもダンサーとして出演している。2014年にはファレル・ウィリアムズのダンサーとしてワールドツアーを周り、彼のダンサーThe Baesの一員としても活動。

## 来歴
3歳からクラシックバレエを習い始め、東京バレエ学校にてトレーニングを積む。高校時代はエイベックス・アーティストアカデミー東京校で１年ほどダンスレッスンに通う。
2007年、19歳のころ単身渡米し、2年間ニューヨークにあるダンススクールで様々なジャンルのダンストレーニングに励む。
2009年にアーティストビザを取得、ダンスのオーディションを受け始める。NYのJazzカンパニーSynthesis Dance Project (artistic directer:Tracie Stanfield)のプリンシパルダンサーとしてNYやMA, PAで数々のSHOWに出演。
2015年9月、3ヶ月間週6日のリハーサルの後にマドンナの「Rebel Heart」ツアーがスタート。

## 主な出演

### ツアー
- ビヨンセ - ヨーロッパツアー（2011）
- ファレル・ウィリアムス - The Dear Girl Tour（201４）
- マドンナ - Rebel Heart Tour（2015 - 2016）
- ビヨンセ - The Formation World Tour（2016）

### ライブステージ（イベント、テレビ番組など）
- カニエ・ウェスト - テレビ番組サタデー・ナイト・ライブ、コンサート（LA、テキサス）
- ビヨンセ - 「MTV Video Music Awards」などのテレビ番組、レジデンシー・ショウ「4 INTIMATE NIGHTS WITH BEYONCE」
- Ne-Yo - 「Xbox Launch Live Event」
- ファレル・ウィリアムス - テレビ番組など

### ミュージックビデオ
- JONTE' Moaning
- ファレル・ウィリアムス「Marilyn Monroe」
- 三浦大知「Right Now」